# システマティック・レビュー
システマティック・レビュー（英: systematic review）とは、研究課題について同定、定義、評価するための批判的手法を用いて、明確に提示された課題に関する学術的統合であり、根拠の統合である。システマティック・レビューは、課題に関する科学文献の公表研究からデータを抽出し解釈し、その解釈を分析、記述、批判的に評価し、根拠に基づく結論へと要約する。例えば、ランダム化比較試験のシステマティック・レビューは、根拠に基づく医療を要約し実施する方法である。システマティック・レビューは、メタアナリシスと共に、一般的に医学研究における根拠レベルの最高位とされる。
システマティック・レビューは生物医学や医療の文脈で適用されるが、正確に定義された主題の評価が研究分野の理解を進展させることができる場合にも使用される。システマティック・レビューは、臨床試験、公衆衛生介入、環境介入、社会的介入、有害作用、質的根拠の統合、方法論的レビュー、政策レビュー、経済評価を検討することができる。
システマティック・レビューはメタアナリシスと密接に関連しており、多くの場合、同一のインスタンスが両者を組み合わせている（「システマティック・レビューとメタアナリシス」という副題で公表される）。両者の違いは、メタアナリシスは統合されたデータセットから効果量などの単一の数値を導出するために統計的手法を用いるのに対し、システマティック・レビューの厳密な定義ではその段階を除外することにある。しかし、実際には、一方が言及されると、他方も関与していることが多い。メタアナリシスが分析する情報を集めるにはシステマティック・レビューが必要であり、メタアナリシスの要素を含む場合でも、人々はそのインスタンスをシステマティック・レビューと呼ぶことがある。
システマティック・レビューとその実践的な実施方法の理解は、医療従事者、公衆衛生、公共政策の専門家にとって一般的である。
システマティック・レビューは、しばしばナラティブレビューと呼ばれるタイプのレビューと対照的である。システマティック・レビューとナラティブレビューはともに文献（科学文献）をレビューするが、更なる指定のない文献レビューという用語はナラティブレビューを指す。

## 特徴
システマティック・レビューは、研究課題に関連する現在の文献の包括的な要約を提供するように設計することができる。システマティック・レビューは、知見におけるバイアスを評価し、可能な場合には最小化することを目的として、研究統合に対して厳密で透明性のあるアプローチを用いる。多くのシステマティック・レビューは利用可能なデータの明示的な定量的メタアナリシスに基づいているが、根拠の収集、分析、報告の基準に準拠した質的レビューやその他の種類の混合手法レビューも存在する。
定量的データのシステマティック・レビューや混合手法レビューでは、適格な研究の結果を統合するために統計的手法（メタアナリシス）を用いることがある。使用された方法論に応じて根拠の質を評価するためにスコアリングレベルが使用されることがあるが、これはコクランライブラリーによって推奨されていない。根拠の評価は主観的である可能性があるため、根拠の評価方法の違いを解決するために複数の人が相談されることがある。
EPPIセンター、コクラン、ジョアンナブリッグス研究所は、システマティック・レビューにおいて質的研究と量的研究の両方を組み合わせる方法の開発に影響を与えてきた。システマティック・レビューの実施方法に関する報告を標準化するために、複数の報告ガイドラインが存在する。このような報告ガイドラインは、品質評価やアプレイザルツールではない。システマティック・レビューとメタアナリシスのための優先的報告項目（PRISMA）声明は、システマティック・レビューの透明で完全な報告を確実にするための標準化された方法を提案しており、現在では世界中の170以上の医学雑誌でこの種の研究に要求されている。この一般的に使用される声明の最新版はPRISMA 2020に対応している（それぞれの論文は2021年に公表された）。レビュープロトコルのためのPRISMA-PやスコーピングレビューのためのPRISMA-ScRなど、特定の研究タイプやレビュープロセスの側面をサポートするために、いくつかの専門的なPRISMAガイドライン拡張が開発されている。PRISMAガイドライン拡張のリストは、EQUATOR（健康研究の質と透明性の向上）ネットワークによってホストされている。しかし、PRISMAガイドラインは介入研究に限定されており、非介入研究に適合させるためにガイドラインを変更する必要があることが判明している。その結果、この限界に対処するために非介入、再現可能、オープン（NIRO）システマティック・レビューが作成された。
質的レビューの報告ガイドラインには、質的根拠統合のためのENTREQ（質的研究の統合の報告における透明性の向上）、メタナラティブとリアリストレビューのためのRAMESES（リアリストおよびメタナラティブ根拠統合：進化する基準）、メタ民族誌のためのeMERGe（メタ民族誌の報告の改善）が含まれる。
21世紀におけるシステマティック・レビューの発展には、リアリストレビューとメタナラティブアプローチが含まれ、両者は一部の主題に存在する方法の変動と異質性の問題に対処した。

## 種類
30種類以上のシステマティック・レビューが存在し、以下の表1はそれらの一部を非網羅的に要約したものである。以下に説明するアプローチの境界と区別について、必ずしもコンセンサスがあるわけではない。
| レビューの種類                              | 要約 |
| ------------------------------------------- | --- |
| マッピングレビュー/体系的マップ             | マッピングレビューは既存の文献をマッピングし、データを分類する。この方法は、研究デザインやその他の特徴を含む文献の量と質を特徴付ける。マッピングレビューは、一次研究または二次研究の必要性を特定するために使用できる。 |
| メタアナリシス                              | メタアナリシスは、複数の量的研究の結果を組み合わせる統計的分析である。統計的手法を用いて、複数の研究からの根拠を提供するために結果が組み合わされる。健康研究におけるメタアナリシスに一般的に使用される2種類のデータは、個別参加者データと集計データ（オッズ比や相対リスクなど）である。                                                    |
| 混合研究レビュー/混合手法レビュー           | 重要な段階の1つが文献レビュー（多くの場合、体系的）である任意の方法の組み合わせを指す。また、量的研究と質的研究を組み合わせるなど、レビューアプローチの組み合わせを指すこともある。 |
| 質的システマティック・レビュー/質的根拠統合 | この方法は、質的研究の知見を統合または比較する。この方法には、研究間でデータを「コーディング」し、「テーマ」や「構成概念」を探すことが含まれる。複数の著者が個人のバイアスを潜在的に減らすことでデータの「妥当性」を改善する可能性がある。                                                                                                 |
| 迅速レビュー                                | 政策または実践の課題について既に知られていることの評価であり、既存の研究を検索し批判的に評価するためにシステマティック・レビューの方法を使用する。迅速レビューは依然としてシステマティック・レビューであるが、迅速性を高めるためにプロセスの一部が簡略化または省略される場合がある。迅速レビューはCOVID-19パンデミック期間中に使用された。 |
| システマティック・レビュー                  | 再現可能な方法を用いたデータの体系的な検索。データの評価（例えば、データの質）と研究データの統合を含む。 |
| 体系的検索とレビュー                        | 包括的な検索プロセスと「批判的レビュー」からの方法を組み合わせる。このレビューの種類は通常、最も適切な根拠の統合を生成するための広範な質問に対処するために使用される。この方法は、データソースの質評価を含む場合と含まない場合がある。 |
| 体系化レビュー                              | システマティック・レビュープロセスの要素を含むが、検索はシステマティック・レビューほど包括的ではないことが多く、データソースの質評価を含まない場合がある。 |

### スコーピングレビュー
スコーピングレビューは、いくつかの点でシステマティック・レビューとは異なる。スコーピングレビューは、概念を取り巻く言語とデータをマッピングし、探索領域の範囲を評価し根拠を統合するために検索方法を反復的に調整して概念を検索する試みである。これは、概念検索と方法（データ抽出、組織化、分析を含む）が、プロトコルや元の研究計画からの逸脱を必要とする場合もあり、プロセス全体を通じて改良されることを意味する。スコーピングレビューは、しばしばシステマティック・レビューの予備段階となることがあり、システマティック・レビューが可能または適切かどうかを判断するため、あるいは完全なシステマティック・レビューの基礎を築くために、探索領域を「スコープ」し、言語と主要概念をマッピングする。目標は、特定の関心領域に関してどの程度のデータや根拠が利用可能かを評価することである。このプロセスは、複数の言語や文化にわたって概念をマッピングする場合、さらに複雑になる。
スコーピングレビューは体系的に実施され報告されるべき（透明で再現可能な方法で）であるため、一部の学術出版社はこれらを「システマティック・レビュー」の一種として分類しており、混乱を招く可能性がある。スコーピングレビューは、探索領域に公表された臨床試験がない場合など、研究知見の体系的な統合を実施することが不可能な場合に有用である。スコーピングレビューは、システマティック・レビューを実施することが可能または適切かどうかを判断する際に有用であり、探索領域が非常に広い場合に有用な方法である。例えば、公衆がシステマティック・レビューのすべての段階にどのように関与しているかを探索する場合などである。
スコーピングレビューは反復的なプロセスであり、比較的新しいため、その正確な方法を定義する際にはまだ明確さが欠けている。方法の標準化を改善するためのいくつかの試みがあり、例えば、スコーピングレビューのためのシステマティック・レビューとメタアナリシスのための優先的報告項目（PRISMA）ガイドライン拡張（PRISMA-ScR）を通じて行われている。PROSPERO（国際システマティック・レビュー前向き登録）はスコーピングレビューのプロトコルの提出を許可していないが、一部のジャーナルはスコーピングレビューのプロトコルを公表している。

## 段階
システマティック・レビューの方法には複数の種類があるが、レビューの主な段階は以下のように要約できる。

### 研究課題の定義
計画外の研究の重複のリスクを減らし、方法論とプロトコル間の透明性と一貫性を可能にするために、「答えられる質問を定義する」ことと、レビューを開始する前にレビューのプロトコルを公表することが「最良の実践」であると報告されている。量的データの臨床レビューは、しばしばPICOという記憶術を用いて構造化される。これは「集団または問題」、「介入または曝露」、「比較」、「結果」を表し、他の種類の研究には他のバリエーションが存在する。質的レビューでは、PICo は「集団または問題」、「関心」、「文脈」である。

### 情報源の検索
関連基準には、質が良く定義された質問に答える研究を選択することが含まれる。検索戦略は、プロトコルで指定された包含基準と除外基準に一致する文献を検索するように設計される必要がある。システマティック・レビューの方法論のセクションには、検索されたすべてのデータベースと引用索引をリストアップする必要がある。特定された論文のタイトルと抄録は、適格性と関連性の事前に定められた基準に照らしてチェックできる。含まれる各研究には、できればシステマティック・レビューとメタアナリシスのための優先的報告項目（PRISMA）声明またはコクランの基準に準拠した方法を用いて、方法論的質の客観的評価が割り当てられる。
検索で一般的に使用される情報源には、MEDLINE、Web of Science、Embase、PubMedなどのピアレビュー論文の学術データベース、および臨床試験登録や灰色文献コレクションなどの未公表文献の情報源が含まれる。重要な参考文献は、引用検索、参考文献リストのチェック（パールグロウイングと呼ばれる検索方法に関連する）、主要な電子データベースに索引付けされていない情報源の手動検索（「ハンドサーチング」と呼ばれることもある）、および分野の専門家への直接連絡などの追加方法によっても得られる。
体系的であるためには、検索者は感度（体系性）と精度（正確性）のバランスを取りながら、データベースの主題見出し、キーワード検索、論理演算子、近接検索などの検索スキルとツールの組み合わせを使用しなければならない。経験豊富な情報専門家や図書館員を招聘し、関与させることで、システマティック・レビューの検索戦略と報告の質が向上する。

### 関連データの「抽出」

メタアナリシスが可能なコクランの介入効果レビューにおけるデータの「抽出」と「結合」の視覚化

関連データは、レビュー方法に従ってデータソースから「抽出」される。データ抽出方法はデータの種類に固有のものであり、「結果」に関して抽出されたデータは特定の種類のレビューにのみ関連する。例えば、臨床試験のシステマティック・レビューでは、研究がどのように行われたか（しばしば方法または「介入」と呼ばれる）、誰が研究に参加したか（何人の人が参加したかを含む）、どのように資金が提供されたか（例えば、資金源）、何が起こったか（結果）についてのデータを抽出することがある。関連データは、メタアナリシスが可能な介入効果レビューにおいて抽出され「結合」される。

### データの適格性の評価
この段階では、最初の段階で特定された基準に照らしてデータを判断することにより、レビューへの包含のためのデータの適格性を評価する。これには、データソースが適格基準を満たしているかどうかの評価と、レビューへの包含または除外の決定が行われた理由の記録が含まれる。ソフトウェアプログラムは、テキストマイニングツールや機械学習を含む選択プロセスをサポートするために使用でき、プロセスの側面を自動化できる。「システマティック・レビューツールボックス」は、レビュー担当者が適切なツールを選択するのを支援するためのコミュニティ主導のウェブベースのカタログである。

### データの分析と結合
データの分析と結合により、すべてのデータから全体的な結果を得ることができる。この結合された結果は、すべての適格なデータソースからの質的または量的データを使用する可能性があるため、より信頼性が高いとされ、より良い根拠を提供する。レビューに含まれるデータが多いほど、結論についてより確信を持つことができるためである。適切な場合、一部のシステマティック・レビューには、複数のソースからのデータを統合するために統計的手法を使用するメタアナリシスが含まれる。レビューは量的データを使用する場合もあれば、質的研究からのデータを統合する質的メタ統合を採用する場合もある。また、レビューでは、量的研究と質的研究の知見を混合手法や包括的な統合で統合することもある。メタアナリシスからのデータの結合は、時として視覚化することができる。1つの方法はフォレストプロット（ブロボグラムとも呼ばれる）を使用する。介入効果レビューでは、「フォレストプロット」のダイヤモンドは、含まれるすべてのデータの結合結果を表す。「フォレストプロット」の例は、コクランコラボレーションのロゴである。このロゴは、早産予定の女性に与えられたコルチコステロイドが新生児の命を救うことができることを示した最初のレビューの1つのフォレストプロットである。
最近の視覚化の革新には、近似効果量の等高線を重ね合わせて分析を容易にするためにP値とサンプルサイズをプロットするアルバトロスプロットが含まれる。等高線は、多様な方法で分析され報告された研究から効果量を推測するために使用できる。このような視覚化は、複雑な介入をレビューする際に他の種類よりも利点がある場合がある。

### コミュニケーションと普及
これらの段階が完了すると、レビューは根拠として採用された後に公表、普及され、実践に移される可能性がある。英国の国立健康研究所（NIHR）は、普及を「研究の成果を遅滞なく最大限に活用できる人々に届けること」と定義している。
一部のユーザーは大規模で複雑な文書を読む時間がなく、新しく公表された研究を認識できないか、アクセスできない場合がある。そのため、研究者はシステマティック・レビューの知見を共有するためにイラスト、ブログ、インフォグラフィックス、ボードゲームなどの創造的なコミュニケーション方法を使用するスキルを開発している。

## 自動化
リビングシステマティック・レビューは、新しい研究が利用可能になると更新される、より新しい種類の半自動化された最新のオンライン要約である。リビングシステマティック・レビューと従来のシステマティック・レビューの違いは、出版形式にある。リビングシステマティック・レビューは「動的で、永続的な、オンラインのみの根拠要約であり、迅速かつ頻繁に更新される」。
体系的プロセス自体の自動化または半自動化の探求が増加している。それが正確であるか、手作業の労力が少ないことを示す証拠はほとんどないが、プロセスのための人工知能の訓練と使用を促進する取り組みが増加している。

## 研究分野

### 健康と医学

#### 医学におけるシステマティック・レビューの現在の使用
世界中の多くの組織がシステマティック・レビューを使用しており、その方法論は従うガイドラインによって異なる。医学と人間の健康においてシステマティック・レビューを使用する組織には、国立医療技術評価機構（NICE、英国）、医療研究品質庁（AHRQ、米国）、世界保健機関が含まれる。国際組織の中で最も注目すべきはコクランであり、37,000人以上のヘルスケアの専門家のグループで、予防、治療、リハビリテーション、およびヘルスシステム介入の効果のランダム化試験を体系的にレビューしている。彼らは時として他の種類の研究の結果も含める。コクランレビューはコクランライブラリーの『コクランデータベース・オブ・システマティック・レビュー』セクションで公表される。2015年の『コクランデータベース・オブ・システマティック・レビュー』のインパクトファクターは6.103で、一般・内科医学カテゴリーで12位にランクされた。
システマティック・レビューには以下のような種類がある：
1. 介入レビューはヘルスケアと健康政策で使用される介入の利益と害を評価する。
2. 診断テスト精度レビューは診断テストが特定の疾患を診断し検出する性能をどの程度発揮するかを評価する。診断テスト精度レビューを実施するために、グラフィカルユーザーインターフェースのMetaDTAやCAST-HSROCなどの無料ソフトウェアが利用可能である[65][66]。
3. 方法論レビューはシステマティック・レビューと臨床試験がどのように実施され報告されるかに関連する問題に対処する。
4. 質的レビューは有効性以外の側面に関する質問に対処するために質的根拠を統合する。
5. 予後レビューは健康問題を持つ人々の予想される経過または将来の結果に対処する。
6. システマティック・レビューの概観（OoRs）は、システマティック・レビューからの複数の根拠を単一のアクセス可能な文書にまとめるもので、アンブレラレビュー（英語版）とも呼ばれる。
7. リビングシステマティック・レビューは、関連する新しい根拠が利用可能になると継続的に更新される[67]。
8. 迅速レビューは知識統合の一形態であり、「ステークホルダーにリソース効率的な方法で根拠を提供するために、特定の方法を合理化または省略することによって、従来のシステマティック・レビューを実施するプロセスを加速する」[68]。
9. 複雑なヘルスシステムにおける複雑な健康介入のレビューは、根拠の統合とガイドライン開発を改善するためのものである[69]。

#### システマティック・レビューにおける患者と公衆の参加
患者と公衆がシステマティック・レビューやその他のアウトプットの作成に参加する方法は様々である。公衆メンバーの作業は「エントリーレベル」またはそれ以上として組織できる。作業には以下が含まれる：
- ヘルスケアの根拠を分類し要約するのを支援する協力的なボランティア活動への参加[70]
- データ抽出とバイアスリスクの評価
- レビューの他言語への翻訳

人々がシステマティック・レビューにどのように関与したかについてのシステマティック・レビューは、ステークホルダーの関与に関する根拠の基盤を文書化し、この根拠を使用してシステマティック・レビューにステークホルダーがどのように関与してきたかを記述することを目的とした。30%が患者および/または介護者を含んでいた。ACTIVEフレームワークは、人々がシステマティック・レビューにどのように関与しているかを記述する方法を提供し、システマティック・レビューの著者が人々の関与を計画する方法として使用できる。標準化されたイニシアティブデータ（STARDIT）は、システマティック・レビューを含む研究中に誰がどのタスクに関与したかを報告する別の提案方法である。
コクランがシステマティック・レビューをどのように優先順位付けするかについて、いくつかの批判がある。コクランには、コクランレビューに情報を提供する研究優先順位の特定を支援する人々を含むプロジェクトがある。2014年に、コクラン–ウィキペディアパートナーシップが正式化された。

#### 環境衛生と毒性学
システマティック・レビューは環境衛生と毒性学の分野では比較的最近の革新である。2000年代半ばに検討されたが、環境衛生の根拠に関するシステマティック・レビューを実施するための最初の完全なフレームワークは、2014年に米国国家毒性プログラムの健康評価翻訳オフィスとカリフォルニア大学サンフランシスコ校の生殖健康環境プログラムのナビゲーションガイドによって公表された。その後、採用は急速に進み、この分野のシステマティック・レビューの推定数は2016年以降倍増し、より一般的な基準の前駆体として、ベストプラクティスに関する最初のコンセンサス勧告が2020年に公表された。

### 社会、行動、教育
1959年、社会科学者で社会福祉教育者のバーバラ・ウートンは、著書『社会科学と社会病理学』の一部として、反社会的行動に関する文献の最初の現代的なシステマティック・レビューの1つを公表した。
いくつかの組織が社会、行動、教育分野の証拠に基づく政策においてシステマティック・レビューを使用しており、国立医療技術評価機構（NICE、英国）、社会ケア研究所（SCIE、英国）、医療研究品質庁（AHRQ、米国）、世界保健機関、国際インパクト評価イニシアティブ（3ie）、ジョアンナブリッグス研究所、およびキャンベルコラボレーションが含まれる。社会科学におけるシステマティック・レビューの準標準は、社会科学における証拠に基づく政策を推進している複数のグループの1つであるキャンベルコラボレーションが提案した手順に基づいている。

### その他
医学からビジネス研究への手順の移転の試みがいくつかなされており、段階的アプローチや、ビジネスと経済学における体系的文献レビューを実施するための標準手順の開発が含まれる。
システマティック・レビューは、国際開発研究などの他の分野でも増加している。その後、英国国際開発省（DFID）やオーストラリア国際開発庁を含むいくつかのドナーは、開発や人道的介入の影響を評価する際のシステマティック・レビューの適切性の検証にますます焦点を当てている。
環境根拠のためのコラボレーション（CEE）は、人間活動の影響と管理介入の有効性に関するシステマティック・レビュー、レビュープロトコル、体系的マップを公表する『環境根拠』という雑誌を持っている。

## レビューツール
2022年の出版物は、24のシステマティック・レビューツールを特定し、ベストプラクティスに従ってシステマティック・レビューを実施する際に最も重要とされる30の機能の包含によってランク付けした。少なくとも21/30の主要機能を持つ上位6つのソフトウェアツールはすべて独自の有料プラットフォームで、通常はウェブベースであり、以下が含まれる：
- Giotto Compliance
- DistillerSR
- Nested Knowledge
- EPPI-Reviewer Web
- LitStream
- JBI SUMARI

コクランコラボレーションは、介入のためのシステマティック・レビュー担当者のためのハンドブックを提供しており、これは「コクラン介入レビューの作成のために著者にガイダンスを提供する」。『コクランハンドブック』はまた、システマティック・レビューを準備するためのステップを概説し、コクラン介入レビューの実施と報告のための2組の基準（MECIR；コクラン介入レビューの方法論的期待）の基礎を形成する。また、患者報告アウトカムをレビューに統合するためのガイダンスも含まれている。

## 限界

### 時代遅れまたはバイアスのリスク
システマティック・レビューは最強の根拠形式とみなされているが、2003年の300の研究のレビューでは、すべてのシステマティック・レビューが同等に信頼できるわけではなく、その報告は普遍的に合意された一連の基準とガイドラインによって改善できることが分かった。同じグループによるさらなる研究では、モニターされた100のシステマティック・レビューのうち、7%が公表時に更新が必要で、さらに4%が1年以内に、11%が2年以内に更新が必要であることが分かった。この数字は、特に心血管医学など、急速に変化する医学分野でより高かった。2003年の研究では、主要データベースを超えて灰色文献などへの検索を拡大することで、レビューの有効性が向上する可能性が示唆された。
一部の著者は、特にコクランによって実施されたシステマティック・レビューの問題を指摘しており、公表されたレビューはしばしばバイアスがあり、時代遅れで、過度に長いと指摘している。コクランレビューは、試験の選択において十分に批判的でなく、質の低いものを多く含めすぎているとして批判されている。彼らはいくつかの解決策を提案しており、メタアナリシスとレビューの研究を登録された臨床試験に限定すること、統計的チェックのために元データを利用可能にすることを要求すること、サンプルサイズの推定により注意を払うこと、公表されたデータのみへの依存を排除することなどが含まれる。これらの困難の一部は1994年のように早くから指摘されていた。
メタアナリシスの方法論的限界も指摘されている。もう1つの懸念は、システマティック・レビューを実施する方法が、研究者が含める予定の利用可能な試験を見た後に変更されることがある点である。一部のウェブサイトは、システマティック・レビューの撤回と、公表されたシステマティック・レビューに含まれる研究の公表報告の撤回について記述している。恣意的な適格基準はレビューの認識される質に影響を与える可能性がある。

### 人を対象とした研究データの限定的な報告
オールトライアルズキャンペーンは、臨床試験の約半数が結果を報告したことがないと報告しており、報告を改善するための取り組みを行っている。「ポジティブ」な試験は、「ネガティブ」な結果の試験と比べて公表される可能性が2倍であった。
2016年の時点で、営利企業が臨床試験を実施し結果を公表しないことは合法である。例えば、過去10年間で870万人の患者が結果を公表していない試験に参加している。これらの要因は、「ポジティブ」または好ましいと認識される結果のみが公表される重要な出版バイアスが存在する可能性が高いことを意味する。産業界のスポンサーシップと研究結果に関する最近のシステマティック・レビューは、「製造会社による医薬品および機器の研究のスポンサーシップは、他の情報源によるスポンサーシップよりも有効性の結果と結論がより好ましいものになる」と結論付け、標準的な「バイアスのリスク」評価では説明できない産業界のバイアスが存在することを示した。

### レビュー報告ガイドラインの遵守不足
近年のシステマティック・レビューの急速な成長に伴い、特に登録された研究プロトコルの宣言、資金源の宣言、バイアスリスクデータ、データ抽出に起因する問題、明確な研究目的の記述などの領域で、ガイドラインの遵守が不十分という付随する問題が生じている。多くの研究がシステマティック・レビューにおける検索戦略の厳密性と再現性の弱点を特定している。この問題を解決するために、PRISMA-Sと呼ばれる新しいPRISMAガイドライン拡張が開発されている。さらに、電子検索戦略のピアレビュー（PRESS）ガイドラインなど、検索戦略をピアレビューするためのツールとチェックリストが作成されている。
システマティック・レビューを臨床実践とヘルスケア政策で使用する際の重要な課題は、特定のレビューの質を評価することである。その結果、システマティック・レビューを評価するための様々な評価ツールが設計されている。システマティック・レビューの質評価のための2つの最も一般的な測定器具と採点ツールは、AMSTAR 2（システマティック・レビューの方法論的質を評価するための測定ツール）とROBIS（システマティック・レビューにおけるバイアスのリスク）であるが、これらはすべてのシステマティック・レビューの種類に適切というわけではない。最近のピアレビュー論文の一部は、AMSTAR 2とROBISツールの比較を行っている。

## 歴史
現代のシステマティック・レビューに相当すると認識されている最初の出版物は、ジェームズ・リンドによる1753年の論文で、壊血病に関する以前のすべての出版物をレビューしたものである。システマティック・レビューは1980年代まで散発的にしか現れず、2000年以降に一般的になった。毎年10,000以上のシステマティック・レビューが公表されている。

### 医学における歴史
カール・ピアソンによる1904年の『ブリティッシュ・メディカル・ジャーナル』の論文は、英国、インド、南アフリカの腸チフス予防接種に関する複数の研究からのデータを照合した。彼は複数の臨床研究の結果を集約するためにメタアナリシスのアプローチを使用した。1972年、アーチー・コクランは「我々の職業に対する大きな批判は、すべての関連するランダム化比較試験の批判的要約を、専門分野または専門分野別に、定期的に適応させて組織化していないことである」と書いた。研究知見の批判的評価と体系的な統合は、1975年に「メタアナリシス」という用語の下で出現した。初期の統合は公共政策と社会的介入の広い領域で行われ、体系的な研究統合が医学と健康に適用された。捕虜収容所の上級医療官としての自身の個人的経験に触発され、アーチー・コクランは医学的根拠における科学的方法の改善に取り組んだ。ランダム化比較試験とシステマティック・レビューの使用増加を求める彼の呼びかけはコクランコラボレーションの創設につながった。コクランコラボレーションは1993年に設立され、彼にちなんで名付けられ、妊娠と出産の分野におけるイアン・チャルマーズと同僚たちの業績に基づいている。